# Sonate K. 432
La sonate K. 432 (F.378/L.288) en sol majeur est une œuvre pour clavier du compositeur italien Domenico Scarlatti.

## Présentation
La sonate K. 432 en sol majeur est notée Allegro. Elle est au centre d'un triptyque avec la petite précédente (16 mesures) et la suivante, à 
. Chacune augmente en complexité. Alors que la sonate suivante est une gigue riche de ses éléments thématiques, la K. 432 est une toccata « aux basses quelque peu laborieuses ».

## Manuscrits
Le manuscrit principal est le numéro 15 du volume X de Venise (1755), copié pour Maria Barbara ; les autres sources manuscrites étant Parme XII 3, Münster II 30 et le numéro 21 du manuscrit Ayerbe de Madrid (E-Mc, ms. 3-1408).

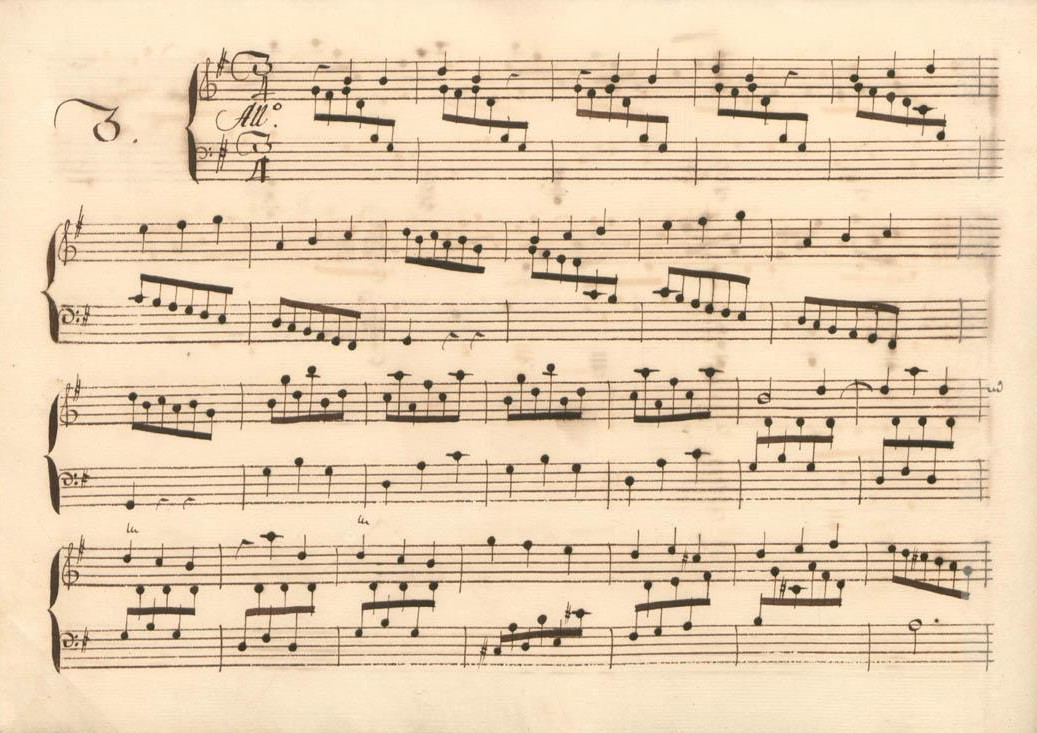
Parme XII 3.
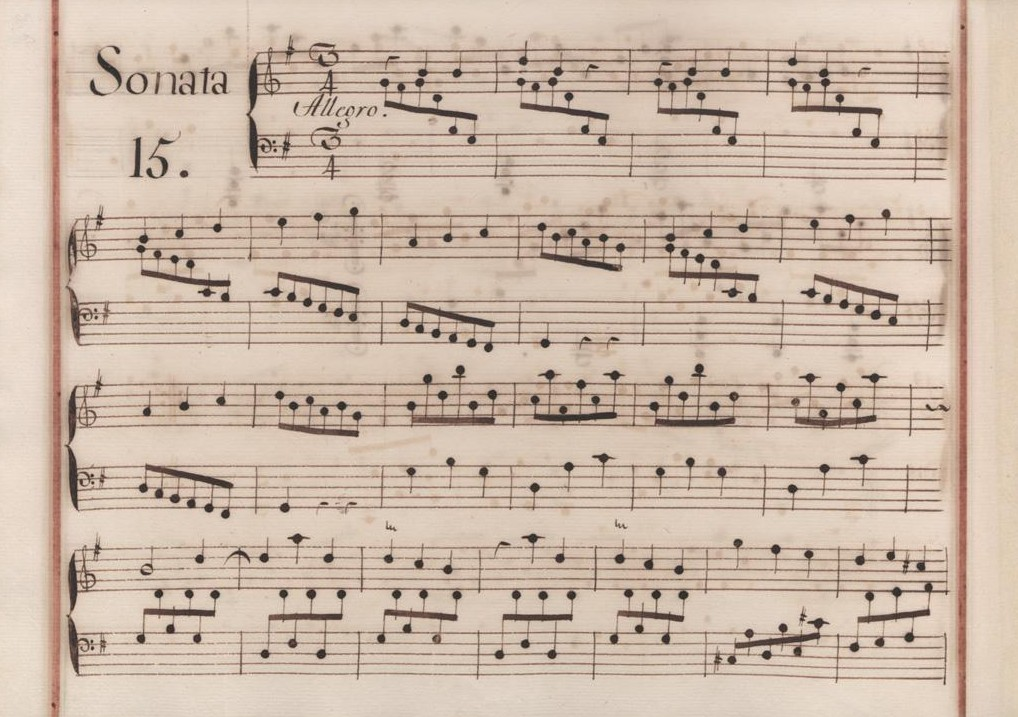
Venise X 15.
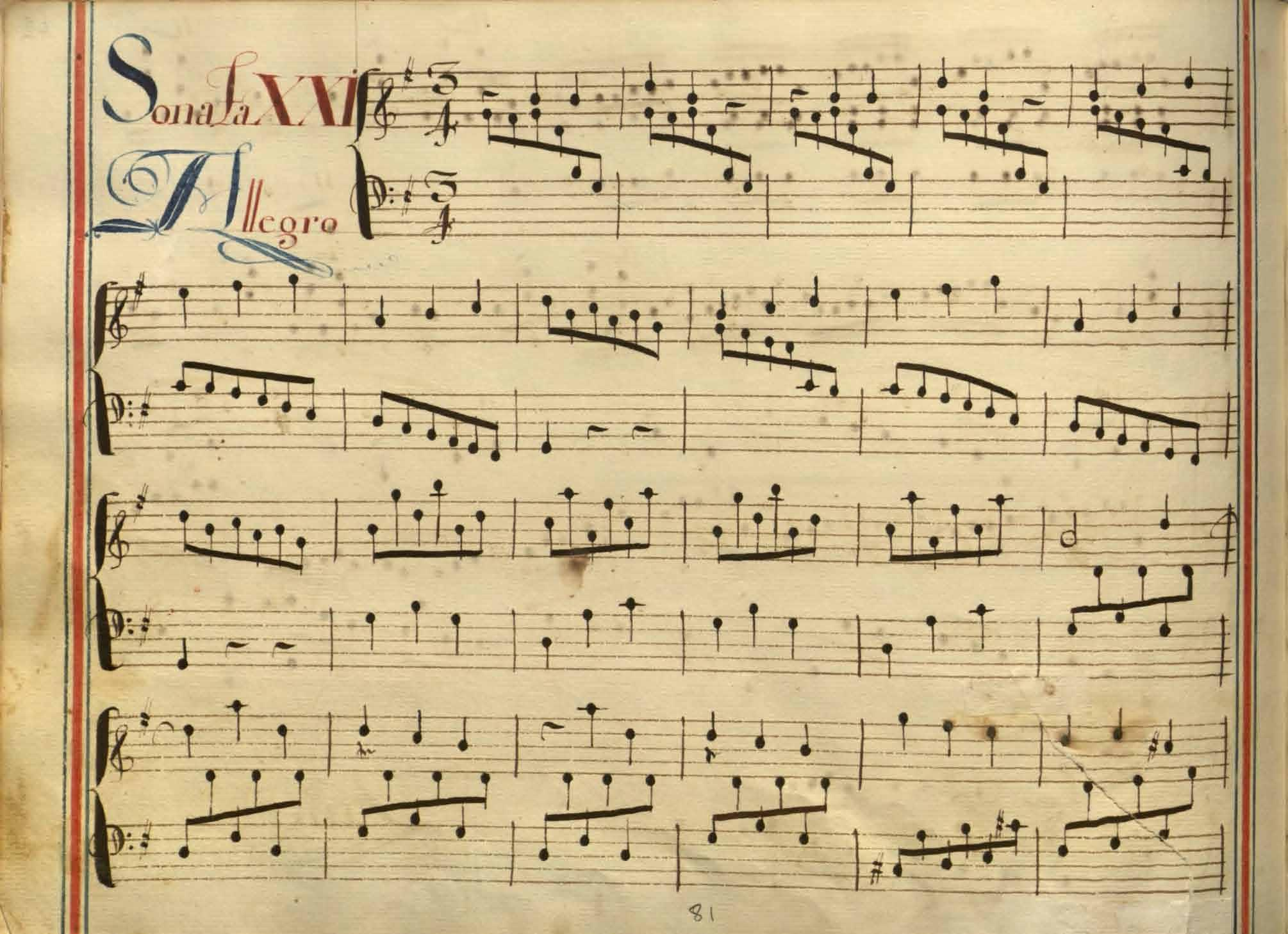
Madrid, 21.

## Interprètes
La sonate K. 432 est interprétée au piano par Marcelle Meyer (1948 et 1954), Maria Tipo (1956, Vox), Aldo Ciccolini (1962, EMI), Olivier Cavé (2015, Æon), Carlo Grante (2016, Music & Arts, vol. 5), Goran Filipec (2017, Naxos).
Au clavecin, l'enregistrent — outre Scott Ross (1985, Erato) — Richard Lester (2003, Nimbus, vol. 4) et Pieter-Jan Belder (2007, Brilliant Classics, vol. 10).

## Sources
: document utilisé comme source pour la rédaction de cet article.
- Ralph Kirkpatrick (trad. de l'anglais par Dennis Collins), Domenico Scarlatti, Paris, Lattès, coll. « Musique et Musiciens », 1982 (1re éd. 1953 (en)), 493 p. (OCLC 954954205, BNF 34689181).
- Alain de Chambure, « Domenico Scarlatti : Intégrale des sonates — Scott Ross », p. 222, Erato (2564-62092-2), 1985 (OCLC 891183737) .
- (es) Laura Cuervo Calvo, « El manuscrito Ayerbe : una fuente española de las sonatas de Domenico Scarlatti de mediados del siglo XVIII », Ad Parnassum, Ut Orpheus Edizioni, vol. 13, no 25,‎ avril 2015, p. 1–26 (ISSN 1722-3954, OCLC 1006521868, lire en ligne).